# Таун ов Пајнс (Индијана)
Таун ов Пајнс (енгл. Town of Pines) град је у америчкој савезној држави Индијана.

## Демографија
По попису из 2010. године број становника је 708, што је 90 (-11,3%) становника мање него 2000. године.
| Група             | 2000.       | 2010.       |
| Белци             | 755 (94,6%) | 650 (91,8%) |
| Афроамериканци    | 1 (0,1%)    | 16 (2,3%)   |
| Азијати           | 4 (0,5%)    | 2 (0,3%)    |
| Хиспаноамериканци | 17 (2,1%)   | 22 (3,1%)   |
| Укупно            | 798         | 708         |